# Långa parlamentet
Långa parlamentet, engelska Long Parliament, sammankallades 1640 av kung Karl I av England. Kungens syfte var att vinna stöd för sitt krig mot skottarna, men istället drev parlamentet igenom olika reformer som reducerade kungens makt. 
Namnet kommer från att ett parlament endast kunde upplösas om ledamöterna så ville, vilket de inte gjorde förrän efter slutet på det engelska inbördeskriget, vid slutet på interregnumet 1660. Parlamentet satt från 1640 till 1649 då New Model Army rensade ut dem som inte fäste så stor vikt vid arméns välmående. Det decimerade parlamentet kallas rumpparlamentet. Under protektoratet ersattes detta 1653 av andra parlament, men återkallades av armén efter Oliver Cromwells död 1659 för att återupprätta dennas styrelses legitimitet. Då detta misslyckades tillät general George Monck de medlemmar som kastats ut 1649 att återta sina platser så att de kunde godkänna de lagar som startade restaurationen och upplösa det långa parlamentet. Detta gjorde det möjligt för ett nytt parlament att väljas.